# Philippe Poutou

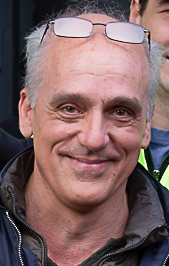
Philippe Poutou in 2020

Philippe Poutou (Villemomble, 14 maart 1967) is een Franse arbeider, vakbondsman en politicus.
Hij was arbeider in een Ford-fabriek en was een CGT-activist tegen de sluiting van de fabriek, die uiteindelijk in 2019 plaatsvond. Hij raakte betrokken bij extreem linkse partijen, namelijk Lutte ouvrière (LO) en vervolgens de Ligue communiste révolutionnaire (LCR), die in 2007 de Nouveau Parti anticapitaliste (NPA) werd.
Als kandidaat voor de NPA bij de presidentsverkiezingen van 2012 kreeg hij 1,15% van de stemmen. Hij was opnieuw kandidaat bij de presidentsverkiezingen van 2017, waar hij 1,09% van de stemmen behaalde.
Aan het hoofd van de lijst "Bordeaux en luttes" die gesteund wordt door de NPA, La France insoumise en de Gilets jaunes bij de gemeenteraadsverkiezingen van 2020 in Bordeaux, werd hij na de tweede ronde verkozen tot gemeenteraadslid.
In 2021 werd hij door zijn partij voor een derde keer genomineerd voor de presidentsverkiezingen van 2022. 